# Liste der Zuflüsse der Saar
Die Liste der Zuflüsse der Saar enthält die Zuflüsse der Saar.
Sie entsteht in Lothringen aus dem Zusammenfluss ihrer beiden Oberläufe. Auf ihrem 235 km langen Weg in nördliche Richtungen durchfließt sie noch in Frankreich dann nacheinander das nördliche Elsass und wiederum Lothringen, dann in Deutschland das Saarland und zuletzt Rheinland-Pfalz, wo sie in Konz von rechts in die Mosel mündet. Ihr Einzugsgebiet ist ungefähr 7431 km² groß.

## Diagramme
| Die zehn längsten Zuflüsse der Saar                               | Die zehn längsten Zuflüsse der Saar | Die zehn längsten Zuflüsse der Saar | Die zehn längsten Zuflüsse der Saar | Die zehn längsten Zuflüsse der Saar |
| ----------------------------------------------------------------- | ----------------------------------- | ----------------------------------- | ----------------------------------- | ----------------------------------- |
| Quelle                                                            |                                     |                                     |                                     |                                     |
| Rote Saar                                                         | Rote Saar                           |                                     | 26,8 km                             | 26,8 km                             |
| Weiße Saar                                                        | Weiße Saar                          |                                     | 26,6 km                             | 26,6 km                             |
| Isch                                                              | Isch                                |                                     | 27,0 km                             | 27,0 km                             |
| Albe                                                              | Albe                                |                                     | 33,3 km                             | 33,3 km                             |
| Eichel                                                            | Eichel                              |                                     | 32,4 km                             | 32,4 km                             |
| Blies                                                             | Blies                               |                                     | 99,5 km                             | 99,5 km                             |
| Rossel                                                            | Rossel                              |                                     | 38,0 km                             | 38,0 km                             |
| Bist                                                              | Bist                                |                                     | 28,1 km                             | 28,1 km                             |
| Prims                                                             | Prims                               |                                     | 64,8 km                             | 64,8 km                             |
| Nied                                                              | Nied                                |                                     | 114,0 km                            | 114,0 km                            |
| Mündung – dunkelblau: linke Zuflüsse, hellblau: rechte Zuflüsse – |                                     |                                     |                                     |                                     |

| Die zehn einzugsgebietsreichsten Zuflüsse der Saar                | Die zehn einzugsgebietsreichsten Zuflüsse der Saar | Die zehn einzugsgebietsreichsten Zuflüsse der Saar | Die zehn einzugsgebietsreichsten Zuflüsse der Saar | Die zehn einzugsgebietsreichsten Zuflüsse der Saar |
| ----------------------------------------------------------------- | -------------------------------------------------- | -------------------------------------------------- | -------------------------------------------------- | -------------------------------------------------- |
| Quelle                                                            |                                                    |                                                    |                                                    |                                                    |
| Rote Saar                                                         | Rote Saar                                          |                                                    | 107,3 km²                                          | 107,3 km²                                          |
| Gondrexange                                                       | Gondrexange                                        |                                                    | 101,0 km²                                          | 101,0 km²                                          |
| Isch                                                              | Isch                                               |                                                    | 153,9 km²                                          | 153,9 km²                                          |
| Albe                                                              | Albe                                               |                                                    | 409,8 km²                                          | 409,8 km²                                          |
| Eichel                                                            | Eichel                                             |                                                    | 288,5 km²                                          | 288,5 km²                                          |
| Blies                                                             | Blies                                              |                                                    | 1889,0 km²                                         | 1889,0 km²                                         |
| Rossel                                                            | Rossel                                             |                                                    | 203,0 km²                                          | 203,0 km²                                          |
| Bist                                                              | Bist                                               |                                                    | 175,3 km²                                          | 175,3 km²                                          |
| Prims                                                             | Prims                                              |                                                    | 737,0 km²                                          | 737,0 km²                                          |
| Nied                                                              | Nied                                               |                                                    | 1340,4 km²                                         | 1340,4 km²                                         |
| Mündung – dunkelblau: linke Zuflüsse, hellblau: rechte Zuflüsse – |                                                    |                                                    |                                                    |                                                    |

| Die zehn abflussreichsten Zuflüsse der Saar                       | Die zehn abflussreichsten Zuflüsse der Saar | Die zehn abflussreichsten Zuflüsse der Saar | Die zehn abflussreichsten Zuflüsse der Saar | Die zehn abflussreichsten Zuflüsse der Saar |
| ----------------------------------------------------------------- | ------------------------------------------- | ------------------------------------------- | ------------------------------------------- | ------------------------------------------- |
| Quelle                                                            |                                             |                                             |                                             |                                             |
| Rote Saar                                                         | Rote Saar                                   |                                             | 1,9 m³/s                                    | 1,9 m³/s                                    |
| Weiße Saar                                                        | Weiße Saar                                  |                                             | 1,6 m³/s                                    | 1,6 m³/s                                    |
| Bièvre                                                            | Bièvre                                      |                                             | 1,3 m³/s                                    | 1,3 m³/s                                    |
| Isch                                                              | Isch                                        |                                             | 1,8 m³/s                                    | 1,8 m³/s                                    |
| Albe                                                              | Albe                                        |                                             | 3,7 m³/s                                    | 3,7 m³/s                                    |
| Eichel                                                            | Eichel                                      |                                             | 3,1 m³/s                                    | 3,1 m³/s                                    |
| Blies                                                             | Blies                                       |                                             | 20,7 m³/s                                   | 20,7 m³/s                                   |
| Rossel                                                            | Rossel                                      |                                             | 2,4 m³/s                                    | 2,4 m³/s                                    |
| Prims                                                             | Prims                                       |                                             | 10,5 m³/s                                   | 10,5 m³/s                                   |
| Nied                                                              | Nied                                        |                                             | 12,8 m³/s                                   | 12,8 m³/s                                   |
| Mündung – dunkelblau: linke Zuflüsse, hellblau: rechte Zuflüsse – |                                             |                                             |                                             |                                             |

## Tabelle der Zuflüsse ab 10 km Länge
Zum Vergleich auch die entsprechenden Angaben zur Saar selbst. Nachweise, wo diese existieren, in den Einzelartikeln, sonst in der folgenden vollständigeren → Liste der Zuflüsse weiter unten.
| Name                    | GKZ           | Seite            | Länge km | EZG km² | MQ m³/s | Mündung Ort                                  | m Höhe | Bemerkung                                       |
| ----------------------- | ------------- | ---------------- | -------- | ------- | ------- | -------------------------------------------- | ------ | ----------------------------------------------- |
| Rote Saar               | A9010300      | rechter Oberlauf | 026,8    | 0107,3  | 01,86   | ⊙ bei Hermelange                             | 261    |                                                 |
| Weiße Saar              | A90100        | linker Oberlauf  | 026,6    | 0080,4  | 01,60   | ⊙ bei Hermelange                             | 261    |                                                 |
| Ruisseau de Gondrexange | A9020440      | links            | 019,3    | 0101,0  | 00,98   | ⊙ vor Imling                                 | 252    | Abfluss des Étang de Gondrexange (770 ha)       |
| Bièvre                  | A9030300      | rechts           | 024,8    | 0097,8  | 01,29   | ⊙ vor Sarraltroff                            | 241    |                                                 |
| Landbach                | A9040380      | links            | 018,1    | 0073,2  | 00,64   | ⊙ vor Gosselming                             | 233    | Abfluss des Étang du Stock (750 ha)             |
| Isch                    | A900210       | rechts           | 027,0    | 0153,9  | 01,80   | ⊙ bei Wolfskirchen                           | 226    |                                                 |
| Naubach                 | A9080300      | links            | 023,0    | 0085,8  | 00,95   | ⊙ bei Harskirchen                            | 216    | Abfluss des Grand Étang de Mittersheim (220 ha) |
| Albe                    | A910200       | links            | 033,3    | 0409,8  | 03,70   | ⊙ nach Sarralbe                              | 208    |                                                 |
| Hoppbach                | A9200820      | links            | 010,9    | 0000.0  |         | ⊙ gegenüber Herbitzheim                      | 204    |                                                 |
| Eichel                  | A920200       | rechts           | 032,4    | 0288,5  | 03,08   | ⊙ nach Herbitzheim                           | 203    |                                                 |
| Ache(n)                 | A9300320      | rechts           | 015,4    | 0049,0  | 00,97   | ⊙ bei Kalhausen-Weidesheim                   | 203    |                                                 |
| Blies                   | A930200 2642  | rechts           | 099,5    | 1889,0  | 20,70   | ⊙ bei Sarreguemines                          | 194    |                                                 |
| Altwiesenbach           | A9400320      | links            | 011,0    | 0067,0  | 00,74   | ⊙ nach Sarreguemines-Welferding              | 191    |                                                 |
| Ruisseau de Lixing      | A9410320      | links            | 010,3    | 0039,6  | 00,74   | ⊙ bei Grosbliederstroff                      | 190    |                                                 |
| Saarbach                | 26432         | rechts           | 015,9    | 0052,0  | 00,75   | ⊙ zwischen Saarbrücken-Güdingen und -Brebach | 190    | mündet in Altarmstrunk                          |
| Rohrbach                | 26434         | rechts           | 016,1    | 0060,3  | 00,47   | ⊙ zwischen Saarbrücken-Güdingen und -Brebach | 190    | mündet in Altarmstrunk                          |
| Sulzbach                | 264354        | rechts           | 016,9    | 0038,6  |         | ⊙ nach Saarbrücken-St. Johann                | 185    |                                                 |
| Fischbach               | 26436         | rechts           | 017,2    | 0055,3  | 00,71   | ⊙ am Bürgerpark in Saarbrücken               | 185    |                                                 |
| Köllerbach              | 26438         | rechts           | 019,3    | 0078,9  | 01,07   | ⊙ in Völklingen                              | 179    |                                                 |
| Rossel                  | A950200 2644  | links            | 038,0    | 0203,0  | 02,36   | ⊙ bei Völklingen-Wehrden                     | 179    |                                                 |
| Bist                    | A960200 26452 | links            | 028,1    | 0175,3  | 01,13   | ⊙ bei Wadgassen                              | 179    |                                                 |
| Ellbach                 | 26458         | rechts           | 015,6    | 0042,6  | 00,32   | ⊙ nach Saarlouis-Roden                       | 176    |                                                 |
| Prims                   | 2646          | rechts           | 064,8    | 0737,0  | 10,50   | ⊙ bei Dillingen/Saar                         | 176    |                                                 |
| Nied                    | A90120 2648   | links            | 114,0    | 1340,4  | 12,80   | ⊙ nach Rehlingen                             | 168    |                                                 |
| Leukbach                | 26496         | links            | 015,4    | 0082,2  | 0,8     | ⊙ in Saarburg                                | 142    |                                                 |
| Saar                    | A90100 264    | –                | 235      | 7431    | 78,20   | ⊙ in Konz                                    | 130    |                                                 |

## Liste der Zuflüsse
Liste der Zuflüsse und Seen von der Quelle zur Mündung. Gewässerlänge, Seefläche, Einzugsgebiet und Höhe sofern ein Artikel besteht in diesem belegt, sonst nach den entsprechenden Layern auf den amtlichen Onlinekarten. Andere Quellen für die Angaben sind vermerkt.
Notnamen in Klammern. Auswahl.
Zusammenfluss der Saar aus rechter Roter und linker Weißer Saar auf 262 m bei Hermelange.
- Rote Saar, rechter Oberlauf, 26,8 km und 107,3 km² sowie 1,86 m³/s mittlerer Abfluss
- Weiße Saar, linker Oberlauf, 26,6 km und 80,4 km² sowie 1,60 m³/s mittlerer Abfluss

- Ruisseau du Gros Pré, von rechts, 3,2 km
- × Canal de la Marne au Rhin, kreuzt die Saar
- Ruisseau de Gondrexange, von links und Westen auf  253 m vor Imling, 19,3 km und 101,0 km²; ist Abfluss des Étang de Gondrexange
- Bièvre (Biber), von rechts und Südosten auf 253 m zwischen Sarrebourg und Sarraltroff, 24,8 km und 98 km²
- Neumattgraben, von rechts
- Ruisseau de l’Étang, von rechts
- Ruisseau le Kehlgraben (Kohlgraben), von links, 2,0 km
- Fosse Mausbach, von rechts
- Landbach, von links und Südwesten auf 233 m am Ortsanfang von Gosselming, 18,1 km und 73,2 km²; ist Abfluss des Étang du Stock
- Ruisseau de la Grande Prairie, von links, in Gosselming
- Ruisseau de l’Étang des Oiseaux, von links, 3,6 km
- Hellachgraben, von rechts
- Ruisseau de Pfuhlmatte, von links, 7,2 km
- Ruisseau de la Schermatte, von links, 3,4 km
- Ruisseau Pfuhlmatte (Pfuhlmattgraben), von rechts, 1,9 km
- Ruisseau le Trinkpack, von links, 2,9 km
- Nesselbach, von rechts
- Forstmattgraben, von rechts
- Isch, von rechts und Osten auf 226 m bei Wolfskirchen, 27 km und 154 km²
- Ruisseau l’Otterbach, von links, 7,6 km
- Ruisseau Haselach, von links, 3,5 km
- Ruisseau Burbach (Lach), von rechts, 4,9 km
- Ruisseau le Metzlachgraben, von rechts, 3,9 km
- Ruisseau le Leylach, von rechts, 3,0 km
- Naubach, von links und Südwesten auf 216 m bei Harskirchen, 23 km und 85,8 km²; ist Abfluss des Grand Étang de Mittersheim
- Ruisseau du Moulin, von rechts, 5,7 km
- Ruisseau le Altweihergraben, von rechts, 4,0 km
- Ruisseau le Mittelachgraben, von links, 6,6 km
- Ruisseau la Vieille Sarre, von rechts, 2,4 km
- Albe, von links und Südwesten auf 207 m bei Sarralbe, 33,3 km und 409,8 km²
- Ruisseau le Geloechgraben, von rechts, 9,4 km
- Ruisseau le Willerlachgraben, von links, 7,0 km
- Ruisseau le Jembach, von rechts, 3,6 km
- Ruisseau le Hoppbach, von links, 10,9 km
- Eichel, von rechts und Südosten auf 205 m unterhalb von Herbitzheim, 32,4 km und 288,5 km²
- Ache, von rechts und Nordosten auf 205 m bei Kalhausen-Weidesheim, 15,4 km und 49,0 km²
- Ruisseau le Flettwiesergraben (Rohrbach), von links, 4,9 km
- Ruisseau le Schwarzbach, von rechts, 6,5 km
- Ruisseau le Lach, von rechts, 3,5 km
- Goldbach, von links
- Kambach, von links
- Effelbach, von links
- Schwitzerlach, von rechts
- Ruisseau le Steinbach, von links, 4,0 km
- Canal des Houillères de la Sarre (Saar-Kohlen-Kanal) von links
- Neschbach, von rechts
- Blies, von rechts und Nordosten auf 194 m ü. NN bei Sarreguemines, 99,5 km und 1.889 km²; zuletzt Grenzbach zwischen Frankreich und dem Saarland
- Itschbach, von links
- Ruisseau l’Altwiesenbach, von links, 11,0 km, 67,0 km²
- Schellbach, von rechts und Osten auf 192 m bei Auersmacher, 0,5 km
- Burwogbach, von rechts auf 192 m bei Auersmacher, 0,2 km
- Katzbach, von links
- Auersmacher Tiefenbach, von rechts und Ostnordosten auf 192 m bei Auersmacher, 1,2 km und 1,02 km²
- Klamm, von rechts, 0,4 km und 0,35 km²
- Ruisseau de Lixing, von links, 10,3 km und 39,6 km²
- Scheerbach, von rechts und Ostnordosten auf 191 m in Kleinblittersdorf, 2,4 km, 1,79 km²
- Hahnenklamm, von rechts und Osten auf 188 m bei Bübingen, 2,7 km und 2,9 km²
- Bübinger Mühlenbach, von rechts und Osten auf 188 m in Bübingen, 1,1 km und  0,94 km²
- Simbach, von links und Westen auf 188 m unterhalb von Grosbliederstroff, 5,4 km und 32 km²
- Brückenkussbach, von rechts und Osten auf 188 m am Ortsende von Büdingen, 1,5 km
- Wilhelmsklamm, von rechts in Güdingen, 1,4 km und 0,8 km²
- Ohligbach, von links in Güdingen, 0,7 km und 1,18 km²
- Sonnenbergbach, von links am Ende von Güdingen, 0,7 km
- Saarbach, von rechts am Ende von Güdingen, 15,9 km und 51,99 km²
- Rohrbach, von rechts bei Saarbrücken-Brebach, 16,1 km und 60,28 km²
- Tabaksmühlenbach, von links in Saarbrücken-Sankt Arnual
- Kieselbach, von rechts in Saarbrücken-St. Johann, 3,27 km
- Sulzbach, von rechts nach St. Johann, 16,9 km und 38,62 km²
- Fischbach, von rechts in Saarbrücken-Malstatt, 17,2 km und 55,3 km²
- Pulverbach, von links nach Alt-Saarbrücken, 3,6 km und 5,29 km²
- Burbach, von rechts in Saarbrücken-Burbach, 7,2 km und 11,72 km²
- Willerbach, von links am Beginn von Saarbrücken-Gersweiler
- Alsbach, von rechts nach Burbach und vor Saarbrücken-Altenkessel
- Frommersbach, von rechts nach Altenkessel und vor Saarbrücken-Luisenthal
- Aschbach, von links nach Gersweiler
- Gehlenbach, von links bei Saarbrücken-Klarenthal
- Gahnbach, von rechts nach Luisenthal
- Fürstenbrunnenbach, von links nach Völklingen-Kraftwerk Fenne
- Köllerbach, von rechts in Völklingen, 19,3 km
- Rossel, von links in Völklingen-Wehrden, 38 km
- Wahlenbach, von rechts in Völklingen
- Rittersbach, von links bei Wadgassen-Hostenbach
- Heiligenbronn, von rechts bei Bous
- Bist, von links bei Wadgassen, 28,1 km und 175,3 km²
- Bommersbach, von rechts am Ende von Bous
- Schwalbach (2 Mündungsarme), von rechts zwischen Bous und Ensdorf
- Neuforweiler Mühlenbach, von links in Saarlouis-Lisdorf
- Lochbach (in Altarm), von rechts bei Ensdorf
- Fraulauternerbach, von rechts in Saarlouis-Fraulautern, 4,8 km und 4,2 km²
- Ellbach, von rechts bei Saarlouis-Roden, 15,6 km und über 42,6 km²
- Wallerfanger Mühlenbach (in Altarm), von links bei Wallerfangen
- Wallerfanger Bach (in denselben Altarm), von links bei Wallerfangen
- Prims, von rechts vor der Innenstadt von Dillingen, 64,8 km und 737 km²
- Wolfsfloß, von links vor Rehlingen-Siersburg-Rehlingen
- Haienbach, von rechts nach Dillingen
- Itzbach, von links bei Rehlingen
- Kondeler Bach, von rechts über den Altarm Alte Saar bei Beckingen
- Mühlenbach, von rechts in Beckingen
- Nied, von links nach Rehlingen, 114 km und 1.340,4 km²
- Heinrichsbach, von links
- Schmalzbornbach, von rechts nach Saarfels
- Hombach, von links vor Rehlingen-Siersburg-Fremersdorf
- Ohligs-Bach, von rechts nach Merzig-Menningen
- Geisbach, von links bei Fremersdorf
- Harlingerbach, von rechts nahe Merzig-Harlingen
- Mecherner Dorfbach, von links bei Merzig-Mechern
- Marbach, von rechts im südlichen Merzig
- Dörrmühlenbach, von links vor Merzig-Hilbringen
- Kleiner Monbach, von links bei Hilbringen
- Seffersbach, von rechts in Merzig
- Schinkenlochbach, von rechts in Merzig
- Fittener Gräth, von links nahe Merzig-Ballern
- (Saaraltarm), von links nahe Merzig-Schwemlingen
- (Schwemlinger Grabensystem), von rechts nach Merzig-Besseringen
- (Schwemlinger Grabensystem), von links nach Schwemlingen
- Burwiesbach, von rechts
- Salzbach, von links in Mettlach-Dreisbach, 7,3 km und 16,1 km²
- Büschdorfer Steinbach, von links kurz vor dem Bogen der Orscholzer Saarschleife
- Bornbach, von links nahe Orscholz
- Weselbach, von links nahe Orscholz
- Wellesbach, von links am auslaufenden Teil der Saarschleife vor Mettlach
- Braschbach, von links in Mettlach, ca. 2,2 km und 1,9 km²
- Lutwinusbach, von links nach Mettlach
- Hungerbach, von rechts vor Saarhölzbach
- Nonnenbach, von links gegenüber Saarhölzbach
- Saarhölzbach, von rechts in Saarhölzbach, ca. 5,8 km  und 9,5 km²
- Wolfsbach, von links gegenüber Saarhölzbach, 3,1 km und 3,4 km²; Grenzbach zwischen dem Saarland und Rheinland-Pfalz
- Schwellenbach, von rechts vor Taben-Rodt, 2,8 km und 6,7 km²; Grenzbach zwischen dem Saarland und Rheinland-Pfalz
- Weidelsberger Bach, von links, 0,6 km und 0,5 km²
- Wenichbach, von links vor Taben-Rodt, 1,9 km und 1,5 km²
- Saarhauser Graben, von rechts nach Taben-Rodt-Saarhausen, 0,2 km und 0,2 km²
- Kühfeller Bach, von rechts, 1,5 km und 0,9 km²
- (Graben aus dem Steinbruch), von rechts, 0,2 km und 1,0 km²
- Breinsbach, von links an der Lohmühle von Taben-Rodt, 4,2 km und 6,1 km²
- Plambach, von links nach Taben-Rodt, 1,1 km und 1,0 km²
- (Bächlein bei den Fischteichen), von links nahe Taben-Rodt-Hamm, über 0,3 km und 0,3 km²
- Pinschbach, von links nahe Kastel-Staadt, 3,1 km und 4,7 km²
- Würzberger Graben, von rechts vor Serrig, 0,3 km und unter 0,1 km²
- (Graben am Römertor), von links vor Kastel-Staadt-Staadt, unter 0,1 km und deutlich unter 0,1 km²
- Neufelser Bach, von links bei Staadt, 1,2 km und 1,7 km²
- Senninger Bach, von links nach Staadt, 0,9 km, 0,9 km²
- Serriger Bach, von rechts bei Serrig, 7,4 km und 15,5 km²
- Saarsteinbach, von rechts nach Serrig unterm Schloss Saarstein, 0,9 km und 0,8 km²
- Hubertusbach oder Mollersbach, von rechts vor Saarburg-Beurig, 1,8 km und 0,8 km²
- Leukbach oder Leuk, von links in Saarburg, 15,4 km und 82,2 km²
- Grundbach oder Kreuzbach, von links in Saarburg-Niederleuken, 1,9 km und 1,2 km²
- Kaselbach oder Büsterbach, von rechts an der Unteren Kaselmühle von Saarburg, 5,8 km und 8,5 km²
- Ockfener Bach, von rechts nahe Ockfen (über ein Altwasser), 7,6 km und 17,7 km²
- Gollersbach, von links vor Ayl-Biebelhausen, 2,8 km und 4,5 km²
- → (Abgang des Schleusenkanals Kanzem), nach links bei Biebelhausen
- Grawelsbach, am Oberlauf Zappbornfloß, von rechts am Ortsanfang von Wiltingen, 2,4 km und 3,0 km²
- Praweltsbach, von rechts in Wiltingen, 5,4 km und 4,1 km²
- Oberemmeler Bach, von rechts zwischen Wiltingen und dem zugehörigen Rauhof, 8,1 km und 18,3 km²
- (Bach vom Galgenberg), von rechts unterhalb des Rauhofs, unter 0,4 km und über 0,1 km²
- Gretenbach, von rechts in die Saarschlinge vor Kanzem, 0,9 km und 0,7 km²
- Kuppbach, von rechts unterm Kupphaus von Wiltingen in die Saarschlinge vor Kanzem, 0,8 km und 0,7 km²
- Kanzemgraben, von links nach Kanzem, 0,5 km und unter 0,2 km²
- (Wiesengraben), von links, 0,6 km und über 0,2 km²
- ← (Rücklauf des Schleusenkanals Kanzem), von links vor Konz-Hamm, 4,7 km und 8,9 km²
In den Schleusenkanal fließt zuvor von links der
 Weyerbach, 2,7 km und 6,6 km²
- Liebfrauengraben, von links unterhalb und gegenüber von Hamm, 0,1 km und unter 0,1 km²
- (Graben), von links, über 0,1 km und unter 0,1 km²
- (Entwässerungsgraben), von links gegenüber Konz-Filzen, 0,3 km und unter 0,1 km²
- Maarbach, von links in Könen, 0,9 km und 4,6 km²
- Heinertsbach, von links in Könen, 0,1 km und deutlich unter 0,1 km²
- Konzer Bach, von rechts in Konz, 7,9 km mit Oberlauf Obermenniger Bach und 16,1 km²

Mündung der Saar auf 130 m ü. NHN von rechts und Süden in Konz in die Mosel.
- Karte mit allen verlinkten Seiten:
- OSM |
- WikiMap